# Liste des parcs d'État de la Californie
Liste des parcs d'État de la Californie aux États-Unis d'Amérique par ordre alphabétique. Ils sont gérés par le California Department of Parks and Recreation.
- Haut – A
- B
- C
- D
- E
- F
- G
- H
- I
- J
- K
- L
- M
- N
- O
- P
- Q
- R
- S
- T
- U
- V
- W
- X
- Y
- Z

## A

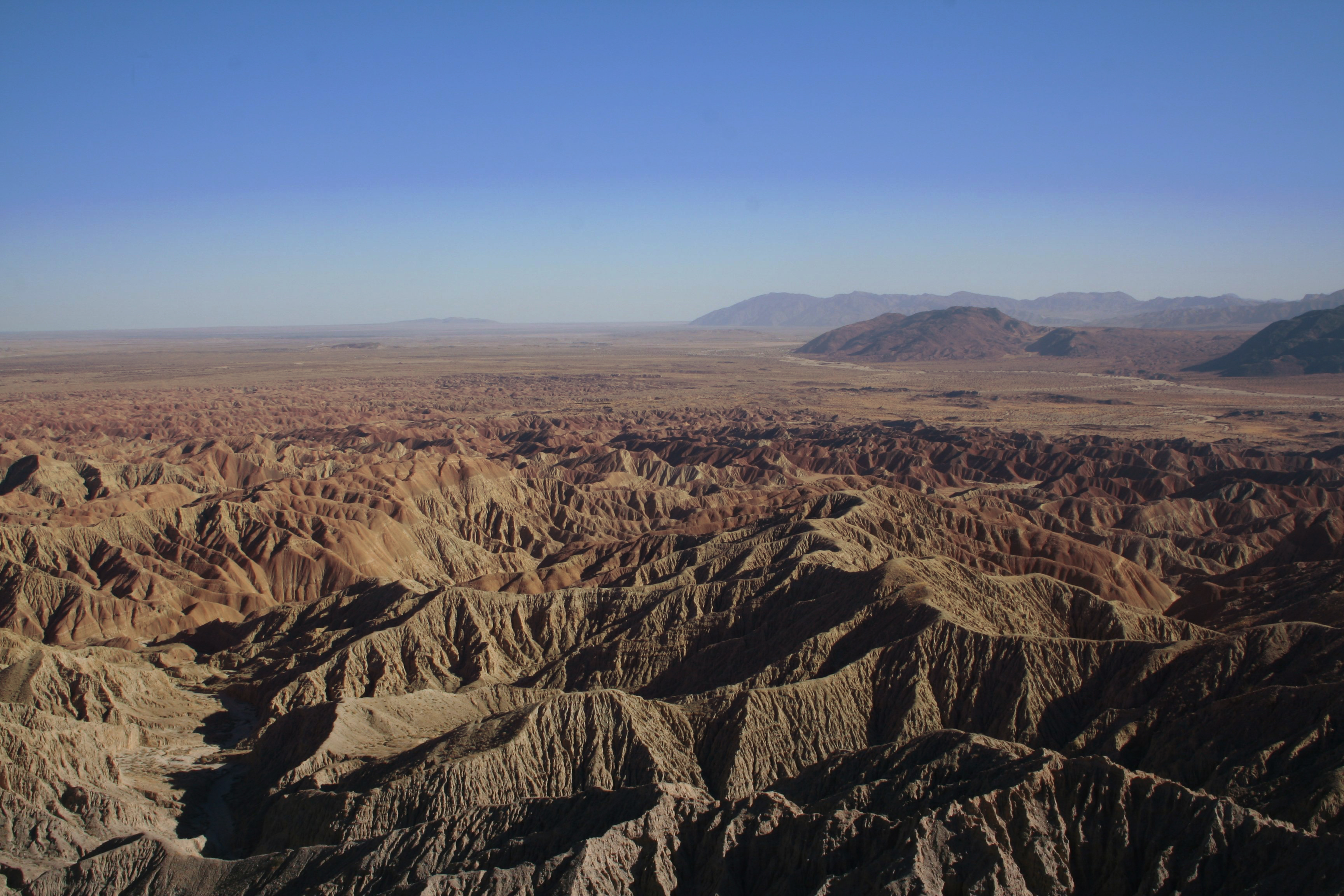
Anza-Borrego Desert

- Admiral William Standley (en)
- Ahjumawi Lava Springs
- Réserve marine d'État d'Albany (Californie)
- Anderson Marsh (en)
- Andrew Molera
- Angel Island
- Annadel (en)
- Año Nuevo (en)
- Antelope Valley California Poppy
- Antelope Valley Indian Museum (en)
- Anza-Borrego Desert
- Armstrong Redwoods
- Arthur B. Ripley Desert Woodland (en)
- Asilomar (en)
- Auburn (en)
- Austin Creek (en)
- Azalea (en)

## B

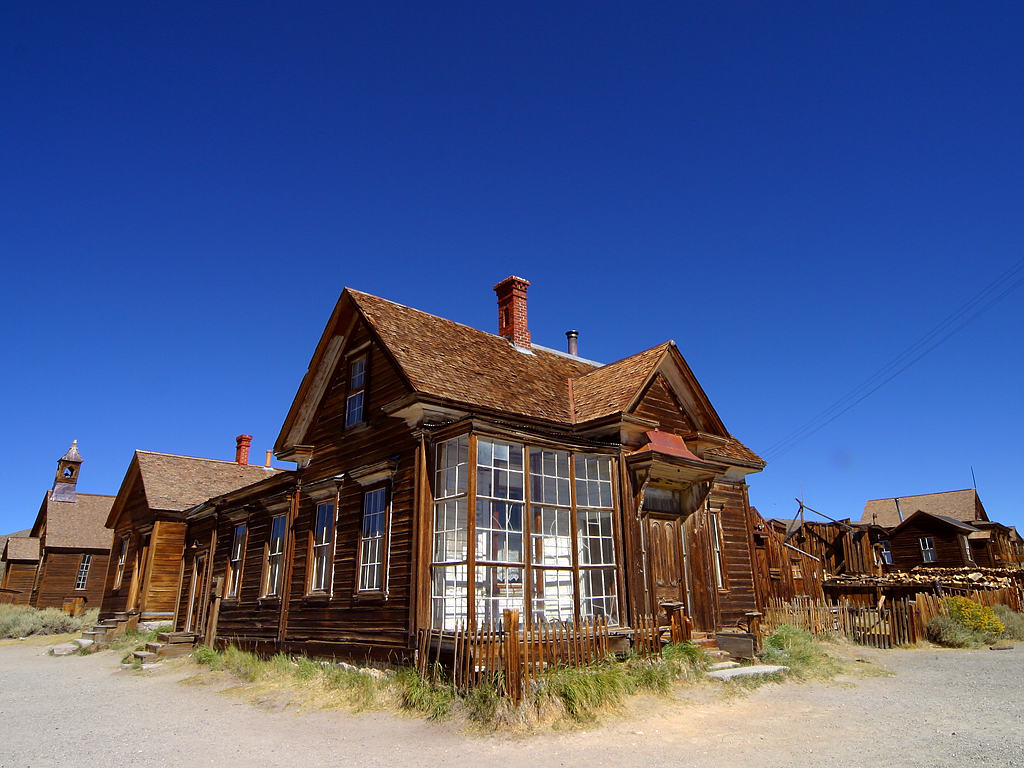
Bodie

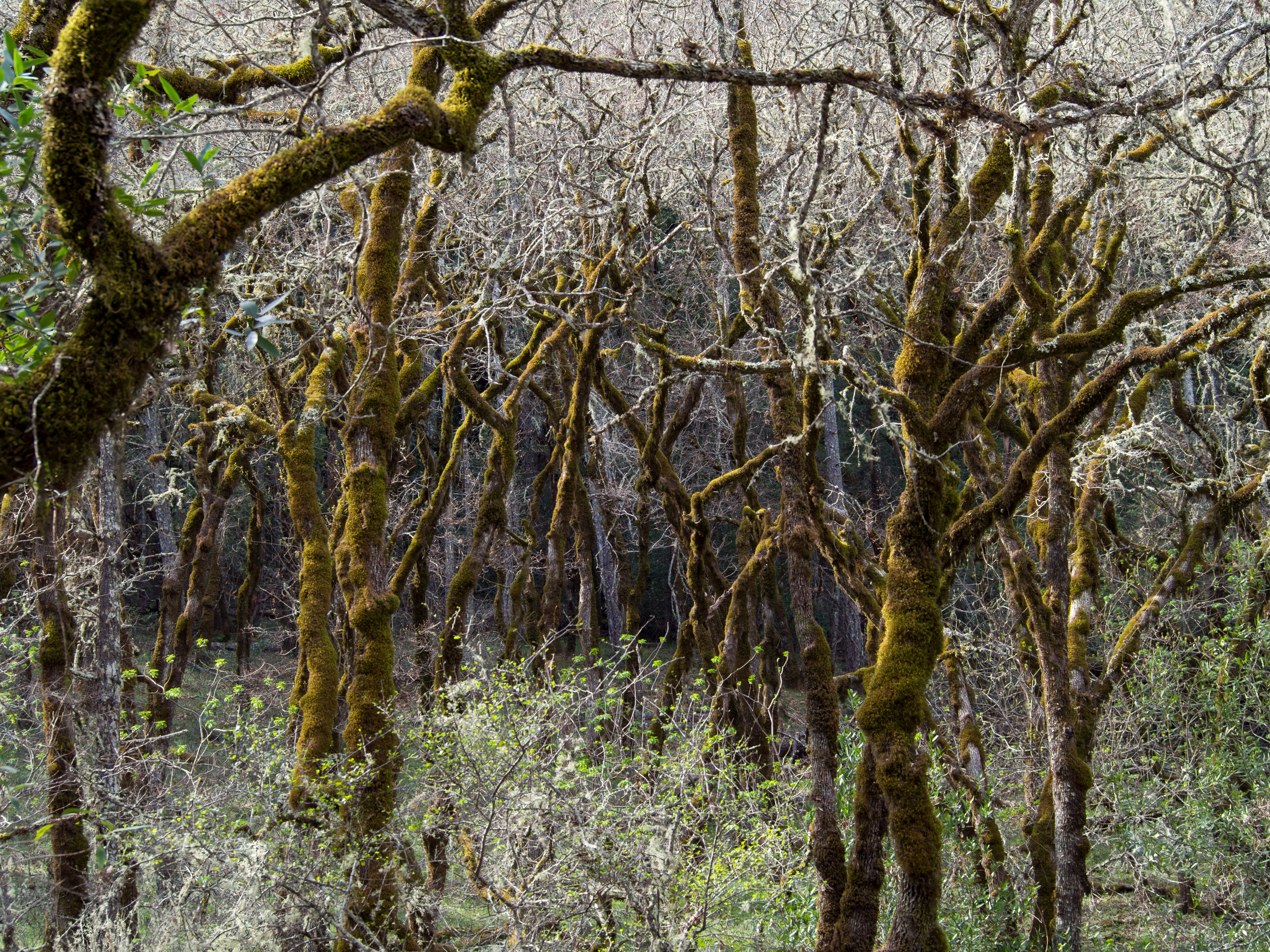
Quercus douglasii couvert de mousse dans le parc d'État de la vallée de Both-Napa en Californie. Février 2018..

- Bale Grist Mill (en)
- Bean Hollow (en)
- Benbow Lake (en)
- Benicia (en)
- Benicia Capitol (en)
- Bethany Reservoir (en)
- Bidwell Mansion (en)
- Bidwell-Sacramento River (en)
- Big Basin Redwoods
- Bodie
- Bolsa Chica (en)
- Border Field (en)
- Bothe-Napa Valley (en)
- Brannan Island (en)
- Burleigh H. Murray Ranch (en)
- Burton Creek (en)
- Butano

## C

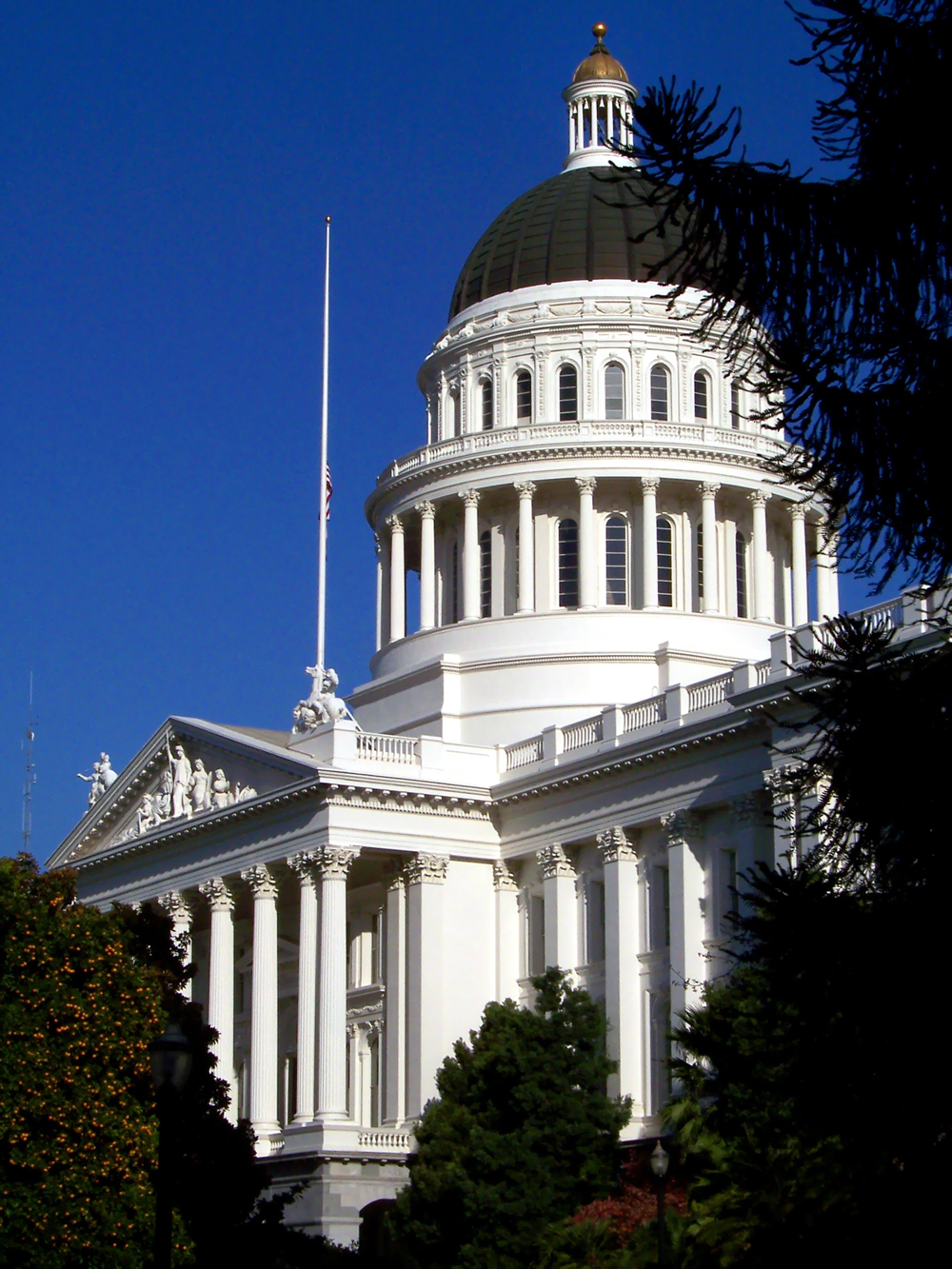
Capitole

- Calaveras Big Trees
- California Citrus (en)
- Musée de l'exploitation minière et des minéraux de Californie (en)
- Capitole de Californie
- Musée du Capitole de l'État de Californie
- Musée d'État Indien de Californie (en)
- Musée d'État du chemin de fer de Californie
- Candlestick Point (en)
- Cardiff (en)
- Carlsbad (en)
- Carmel River (en)
- Carnegie (en)
- Carpinteria (en)
- Caspar Headlands (en)
- Caspar Headlands
- Castaic Lake (en)
- Castle Crags
- Castle Rock (en)
- Castro Adobe (en)
- Caswell Memorial (en)
- Cayucos (en)
- China Camp State Park
- Chino Hills (en)
- Chumash Painted Cave (en)
- Clay Pit
- Clear Lake (en)
- Colonel Allensworth (en)
- Columbia (en)
- Colusa-Sacramento River
- Corona del Mar (en)
- Crystal Cove (en)
- Cuyamaca Rancho

## D
- D. L. Bliss (en)
- Del Norte Coast Redwoods
- Delta Meadows (en)
- Dockweiler (en)
- Doheny (en)
- Donner Memorial

## E

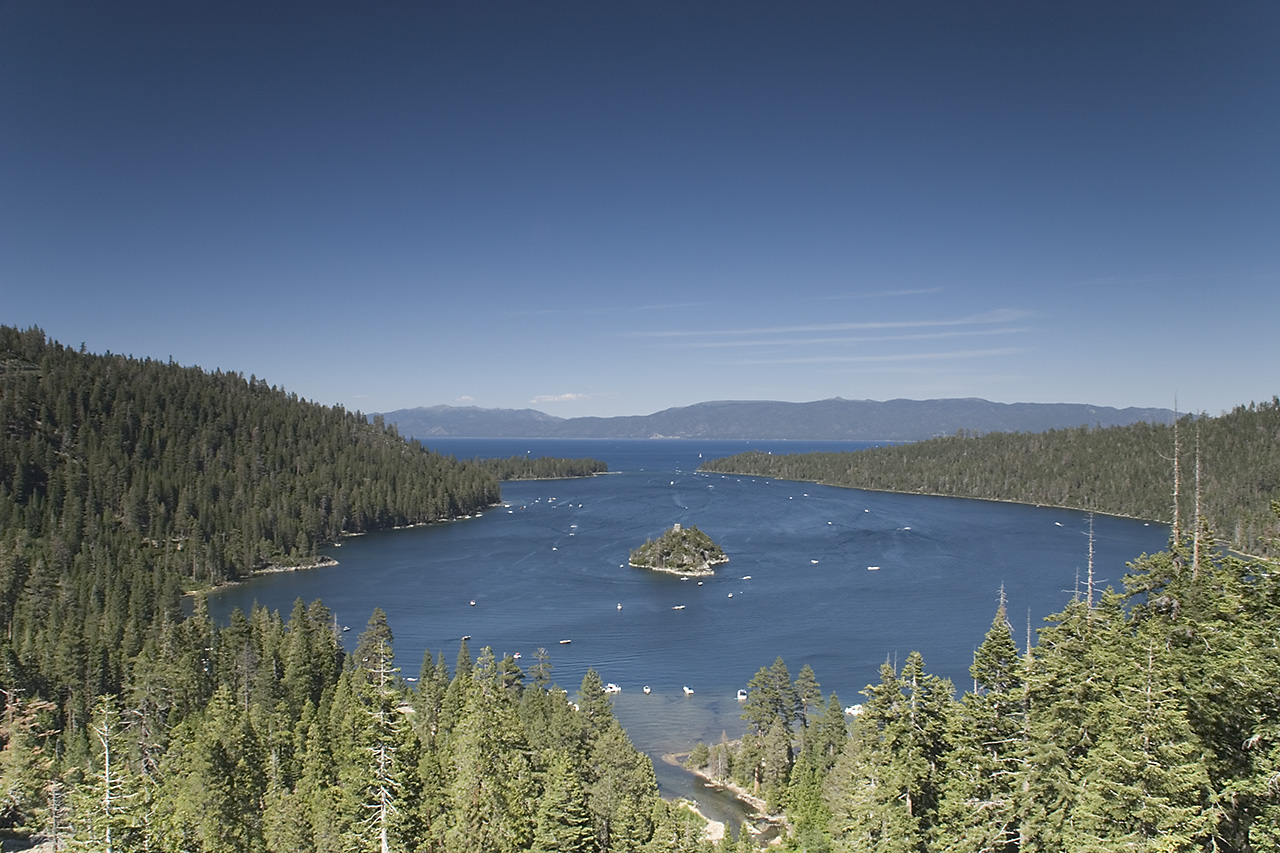
Emerald Bay

- Ed Z'berg Sugar Pine Point (en)
- Eastshore (en)
- El Capitán (en)
- El Escorpion
- El Presidio de Santa Barbara
- Emerald Bay
- Emeryville Crescent (en)
- Emma Wood (en)
- Empire Mine (en)
- Estero Bay (en)

## F
- Folsom Lake (en)
- Folsom Powerhouse (en)
- Forêt de Nisene Marks
- Fort Humboldt
- Fort Ord Dunes
- Fort Ross (en)
- Fort Tejon
- Franks Tract (en)
- Fremont Peak (en)

## G
- Garrapata
- Gaviota (en)
- George J. Hatfield (en)
- Governor's Mansion (en)
- Gray Whale Cove (en)
- Great Valley Grasslands (en)
- Greenwood (en)
- Grizzly Creek Redwoods
- Grover Hot Springs (en)

## H

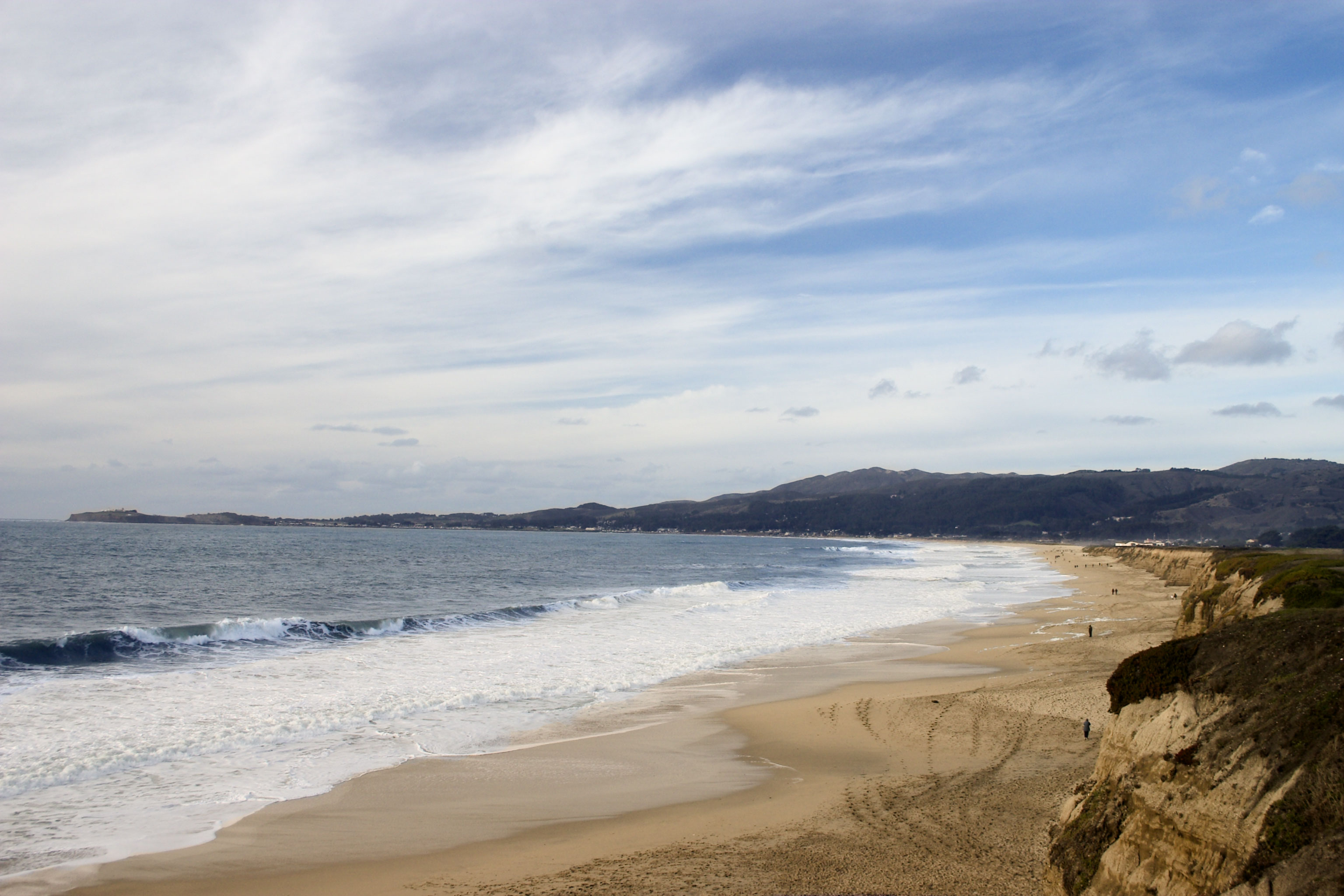
Half Moon Bay.

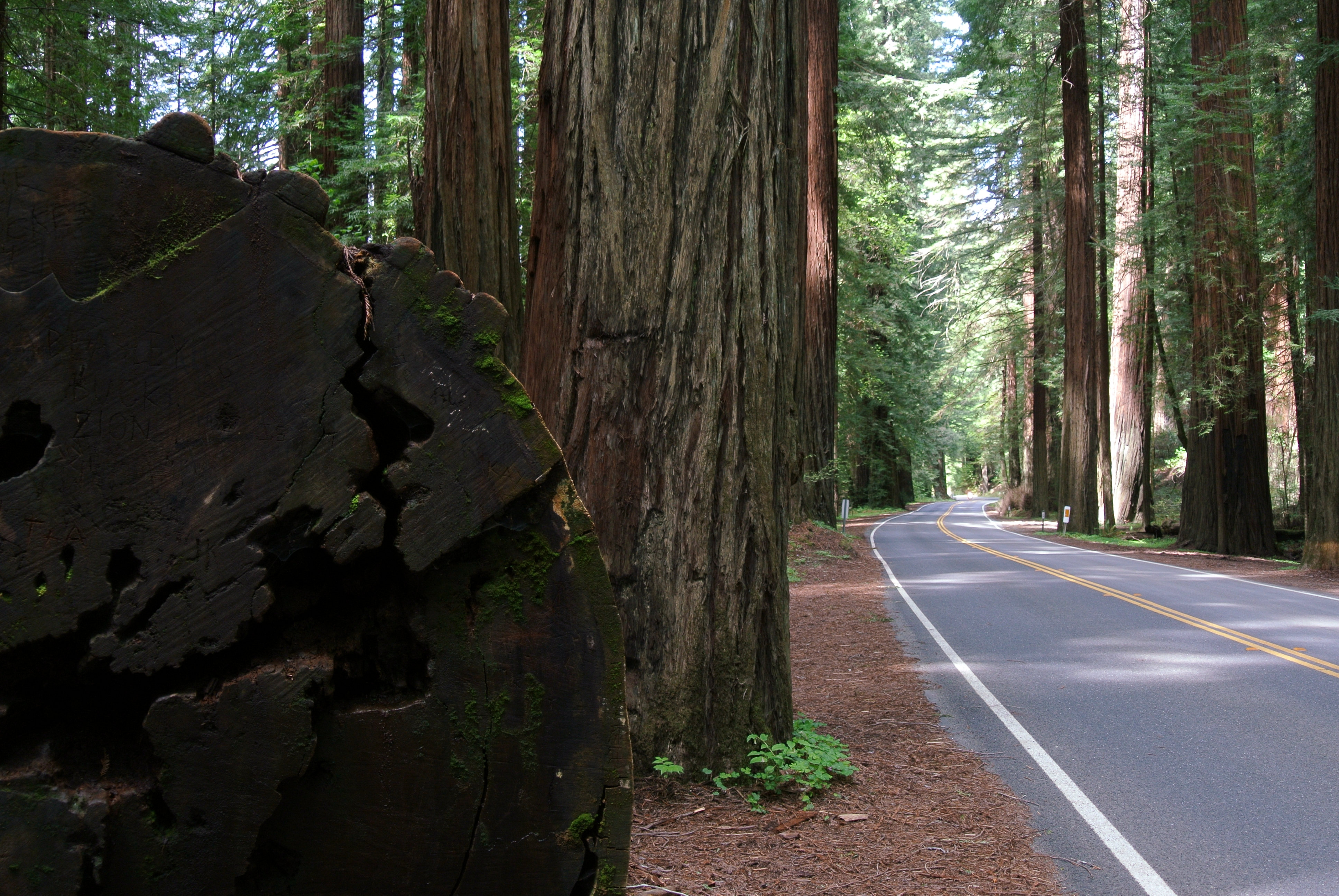
Parc d'État de Humboldt Redwoods.

- Half Moon Bay (en)
- Harmony Headlands (en)
- Harry A. Merlo
- Hatton Canyon (en)
- Hearst San Simeon (château)
- Hearst San Simeon (parc) (en)
- Heber Dunes
- Hendy Woods
- Parc d'État Henry Cowell Redwoods
- Henry W. Coe (en)
- Hollister Hills
- Humboldt Lagoons (en)
- Humboldt Redwoods
- Hungry Valley
- Huntington (en)

## I
- Indian Grinding Rock (en)
- Indio Hills Palms (en)

## J
- Jack London
- Jedediah Smith Redwoods
- John B. Dewitt
- John Little (en)
- Jug Handle (en)
- Julia Pfeiffer Burns

## K
- Kenneth Hahn (en)
- Kings Beach
- Kruse Rhododendron

## L
- La Purísima Mission (en)
- Lake Del Valle
- Lake Oroville (en)
- Lake Perris
- Lake Valley
- Leland Stanford Mansion (en)
- Leo Carrillo (en)
- Leucadia (en)
- Lighthouse Field (en)
- Limekiln (en)
- Little River (en)
- Parc historique d'État de Los Angeles
- Los Encinos (en)
- Los Osos Oaks (en)

## M

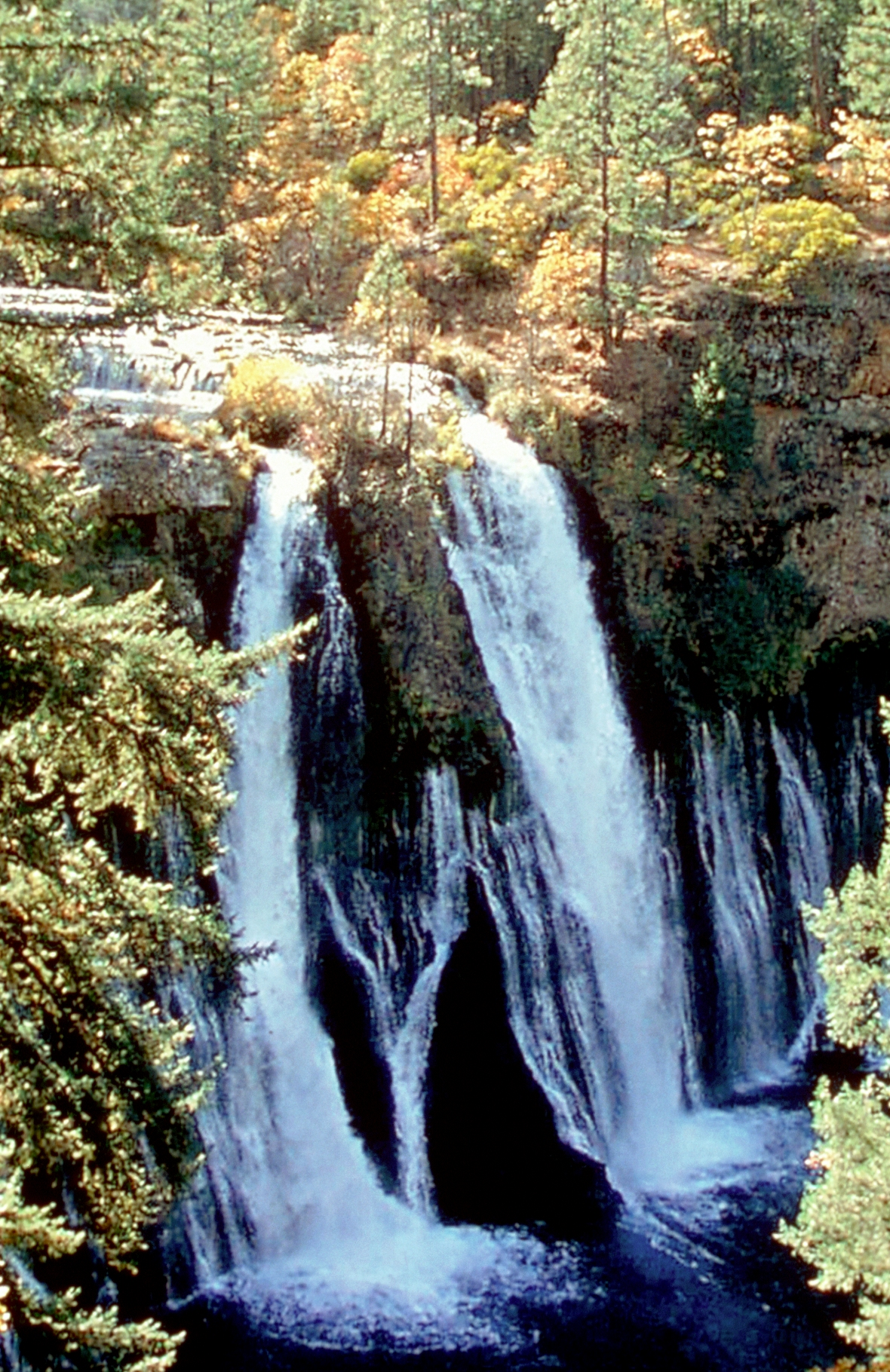
McArthur-Burney Falls Memorial.

- MacKerricher (en)
- Mailliard woods
- Malakoff Diggins (en)
- Malibu Creek (en)
- Malibu Lagoon (en)
- Manchester (en)
- Mandalay (en)
- Manresa (en)
- Marconi Conference Center (en)
- Marina (en)
- Marshall Gold Discovery (en)
- McArthur-Burney Falls Memorial
- McConnell (en)
- McGrath (en)
- Mendocino Headlands (en)
- Mendocino Woodlands (en)
- Millerton Lake
- Mono Lake Tufa (en)
- Montaña de Oro (en)
- Montara (en)
- Monterey (parc) (en)
- Monterey (plage) (en)
- Montgomery Woods
- Moonlight (en)
- Morro Bay (en)
- Morro Strand (en)
- Moss Landing (en)
- Mont Diablo
- Mount San Jacinto (en)
- Mount Tamalpais

## N
- Natural Bridges
- Parc d'État Navarro River Redwoods
- New Brighton (en)

## O
- Oceano Dunes
- Ocotillo Wells
- Old Sacramento (en)
- Old Town San Diego
- Olompali (en)

## P

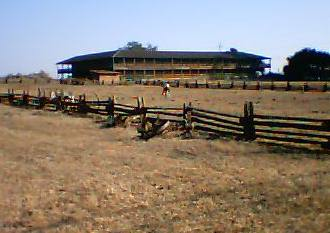
Petaluma Adobe.

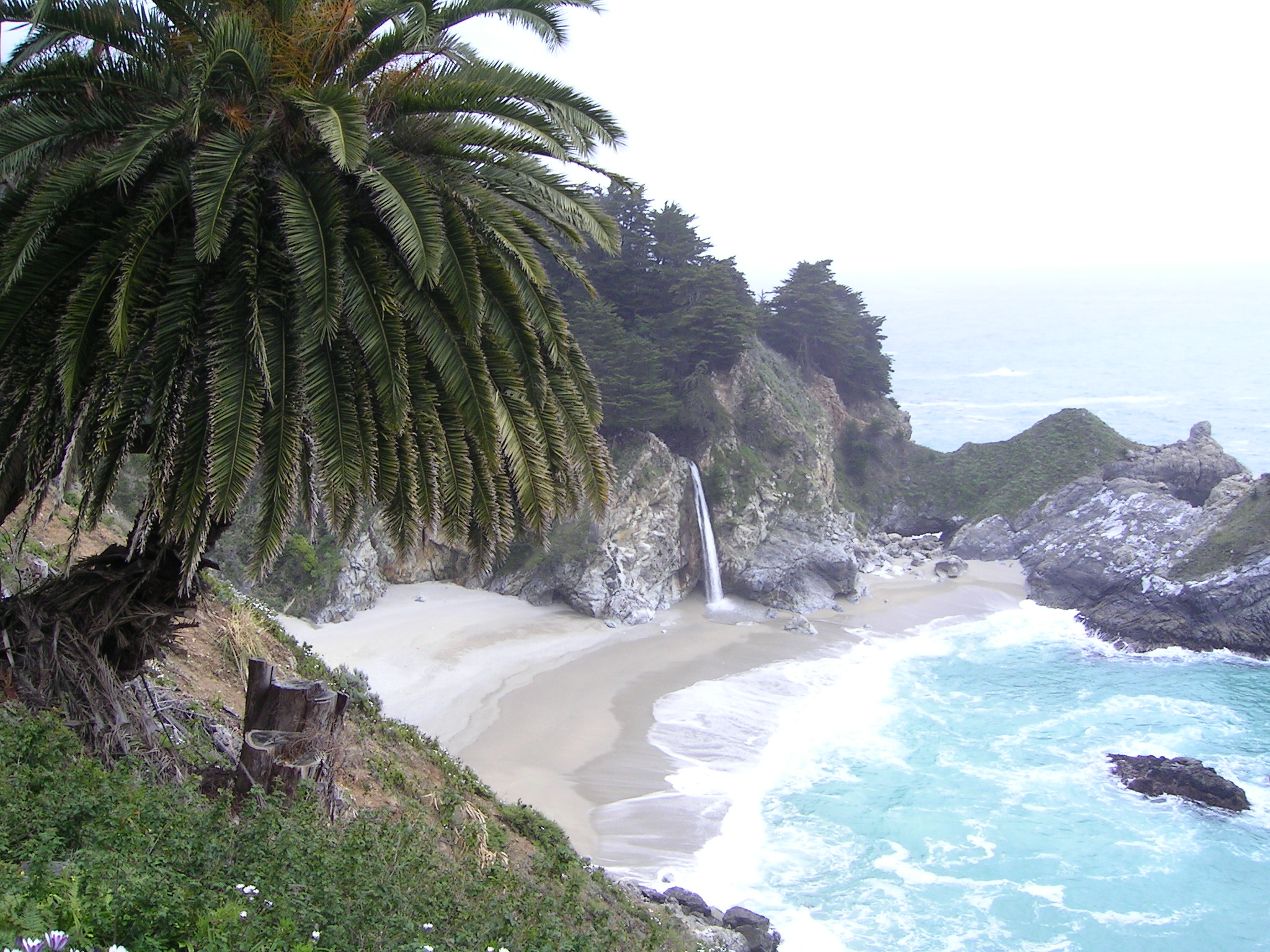
Parc d'État de Pfeiffer Big Sur.

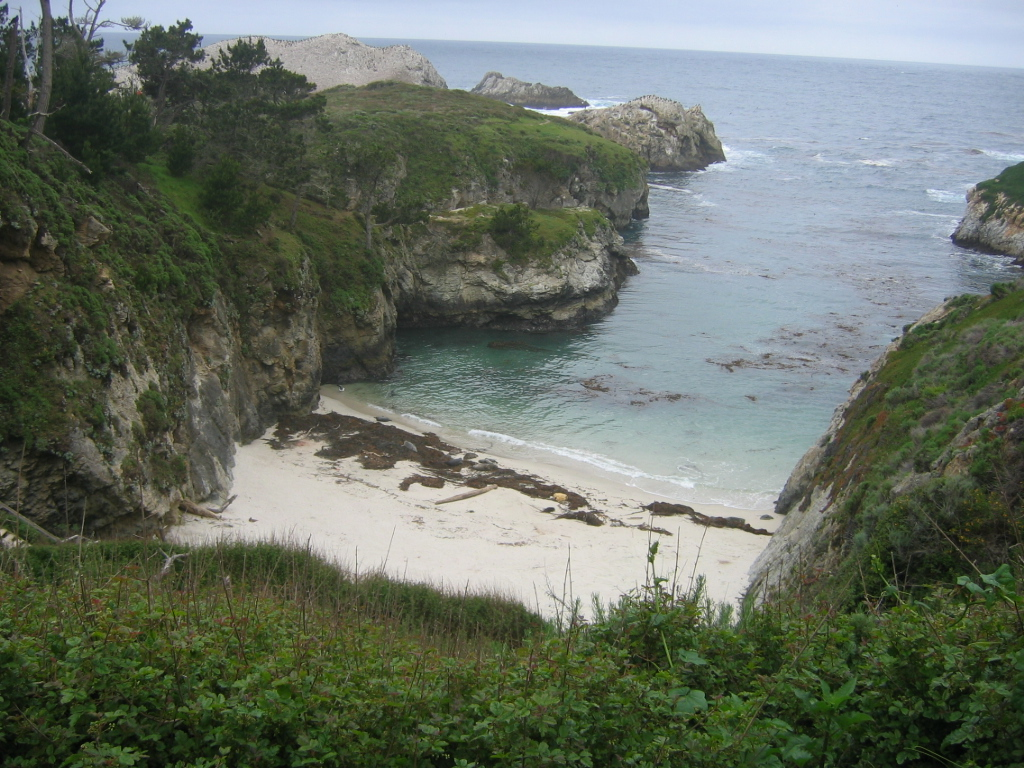
Point Lobos.

- Pacheco (en)
- Pacifica (en)
- Palomar Mountain (en)
- Patrick's Point (en)
- Pelican (en)
- Pescadero (en)
- Petaluma Adobe (en)
- Pfeiffer Big Sur
- Picacho (en)
- Pigeon Point Light Station
- Pío Pico (en)
- Pismo (en)
- Placerita Canyon (en)
- Plumas-Eureka (en)
- Point Cabrillo Light Station
- Point Dume (en)
- Point Lobos
- Point Lobos Ranch (en)
- Point Montara
- Point Mugu (en)
- Point Sal (en)
- Point Sur (en)
- Pomponio (en)
- Portola Redwoods
- Prairie City
- Prairie Creek Redwoods
- Providence Mountains (en)

## R

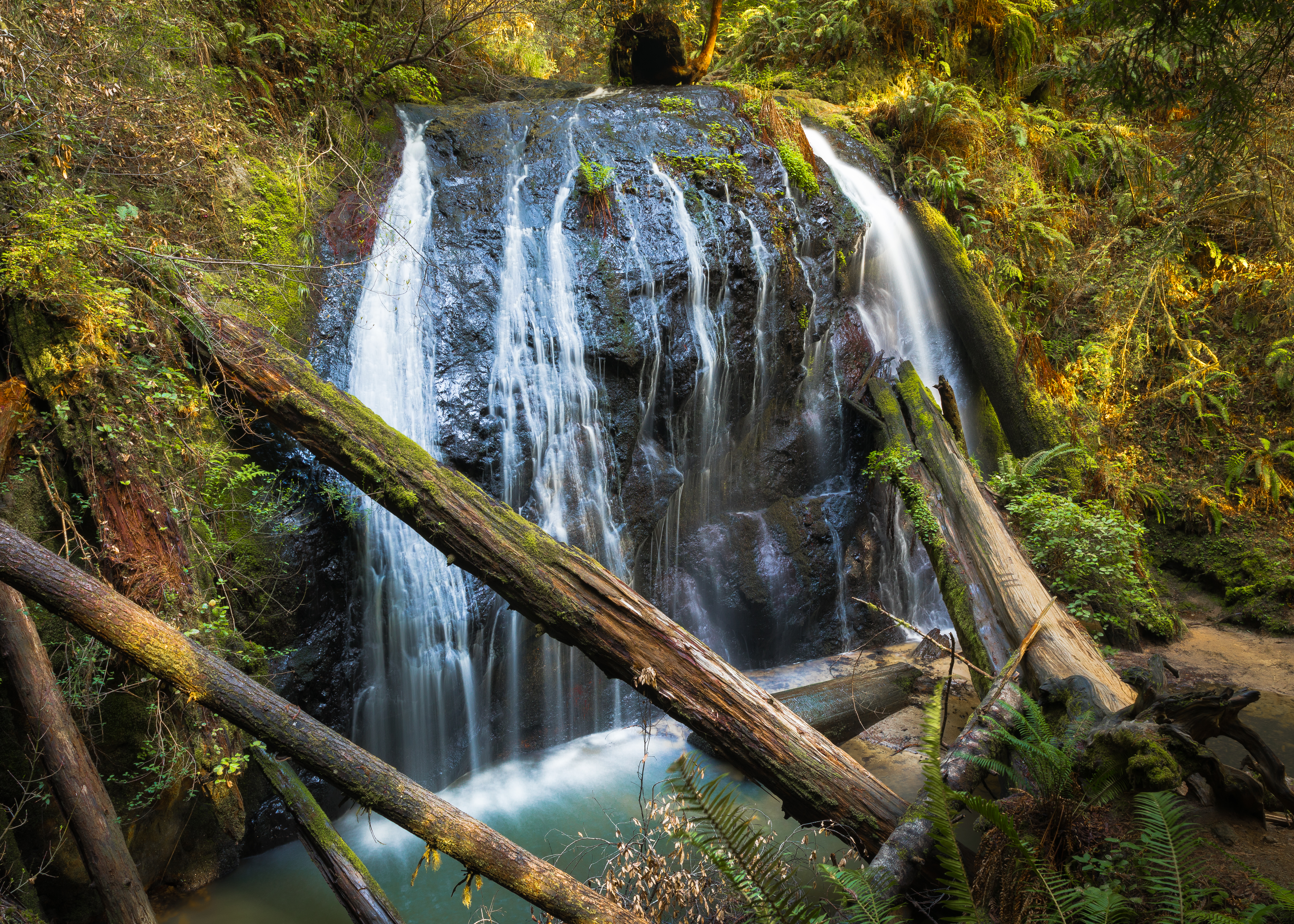
Cascade dans le parc d'État de Russian Gulch.

- Railtown 1897 (en)
- Red Rock Canyon
- Refugio (en)
- Reynolds Wayside Campground
- Richardson Grove (en)
- Rio de Los Angeles (en)
- Robert H. Meyer Memorial (en)
- Robert Louis Stevenson (en)
- Robert W. Crown Memorial (en)
- Russian Gulch (en)

## S

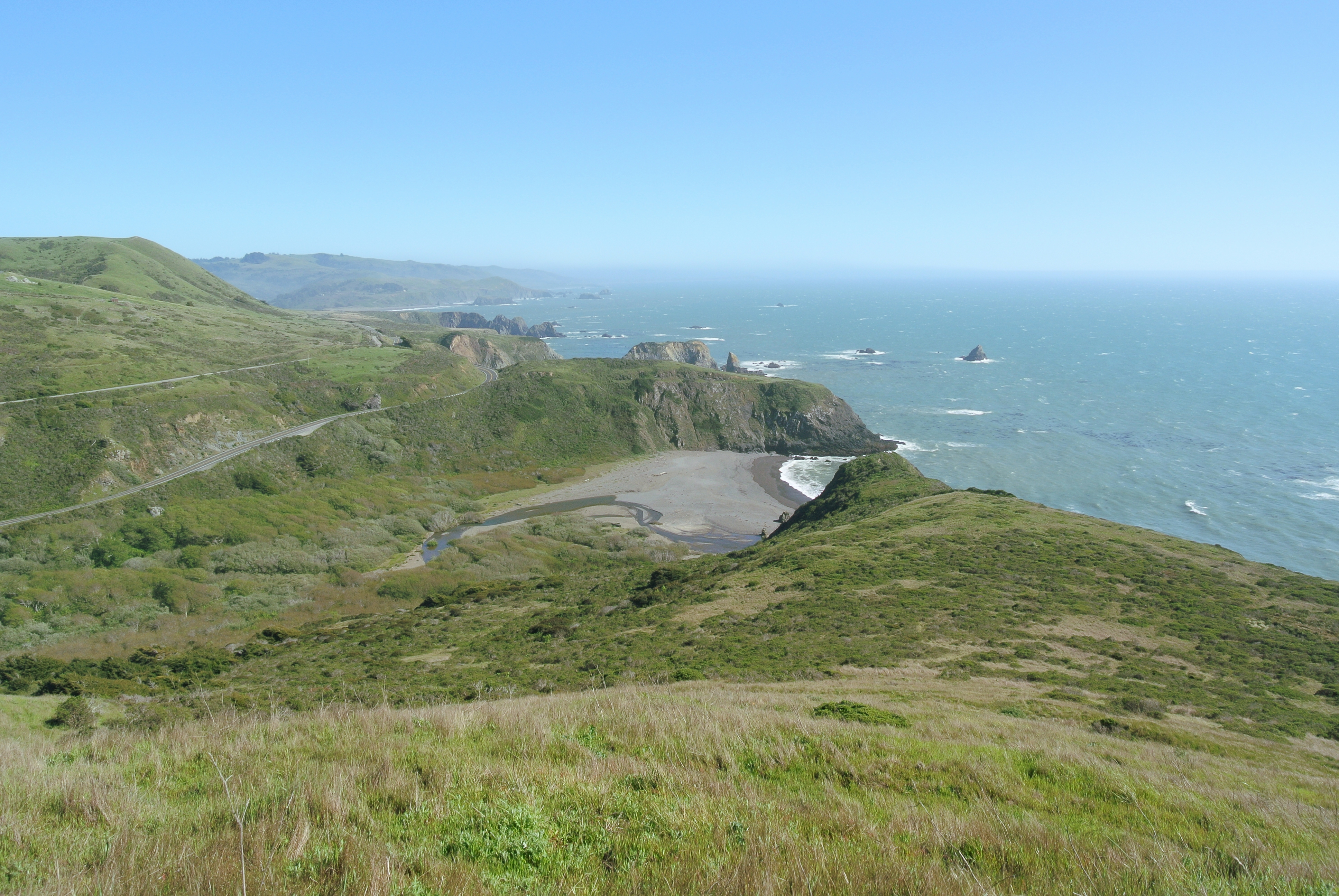
Sonoma Coast State Park.

- Saddleback Butte (en)
- Salinas River (en)
- Salt Point
- Salton Sea (en)
- Samuel P. Taylor (en)
- San Bruno Mountain (en)
- San Buenaventura (en)
- San Clemente (en)
- San Elijo (en)
- San Gregorio (en)
- San Juan Bautista (en)
- San Luis Reservoir
- San Onofre
- San Pasqual Battlefield (en)
- San Timoteo Canyon (en)
- Santa Cruz Mission
- Santa Monica
- Santa Susana Pass State Historic Park
- Schooner Gulch (en)
- Seacliff
- Shasta
- Silver Strand
- Silverwood Lake
- Sinkyone Wilderness (en)
- Smithe Redwoods
- Sonoma (en)
- Sonoma Coast (en)
- South Carlsbad (en)
- South Yuba River (en)
- Standish-Hickey
- Stone Lake (en)
- Sugarloaf Ridge (en)
- Sunset (en)
- Sutter Buttes
- Sutter's Fort

## T

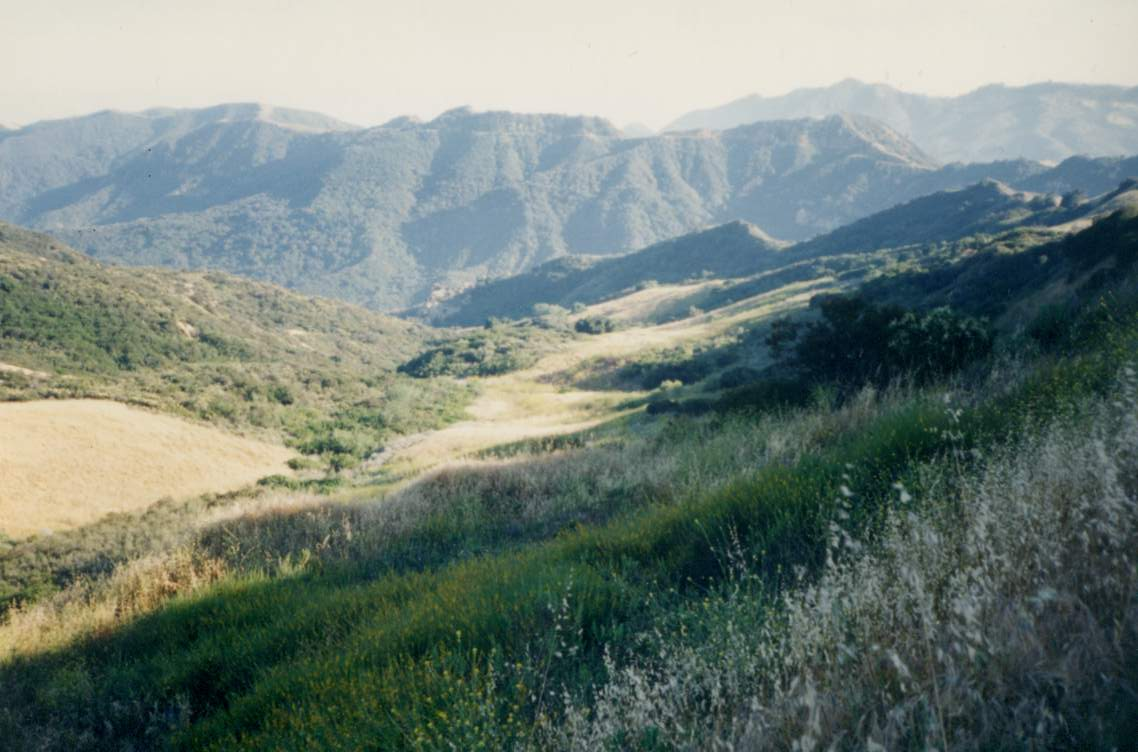
Topanga.

- Tahoe
- Thornton (en)
- Tijuana Estuary
- Tolowa Dunes (en)
- Tomales Bay (en)
- Tomo-Kahni
- Topanga (en)
- Torrey Pines (plage) (en)
- Torrey Pines (réserve)
- Trinidad (en)
- Tule Elk
- Turlock Lake (en)
- Twin Lakes (en)

## V
- Van Damme (en)
- Verdugo Mountains (en)

## W

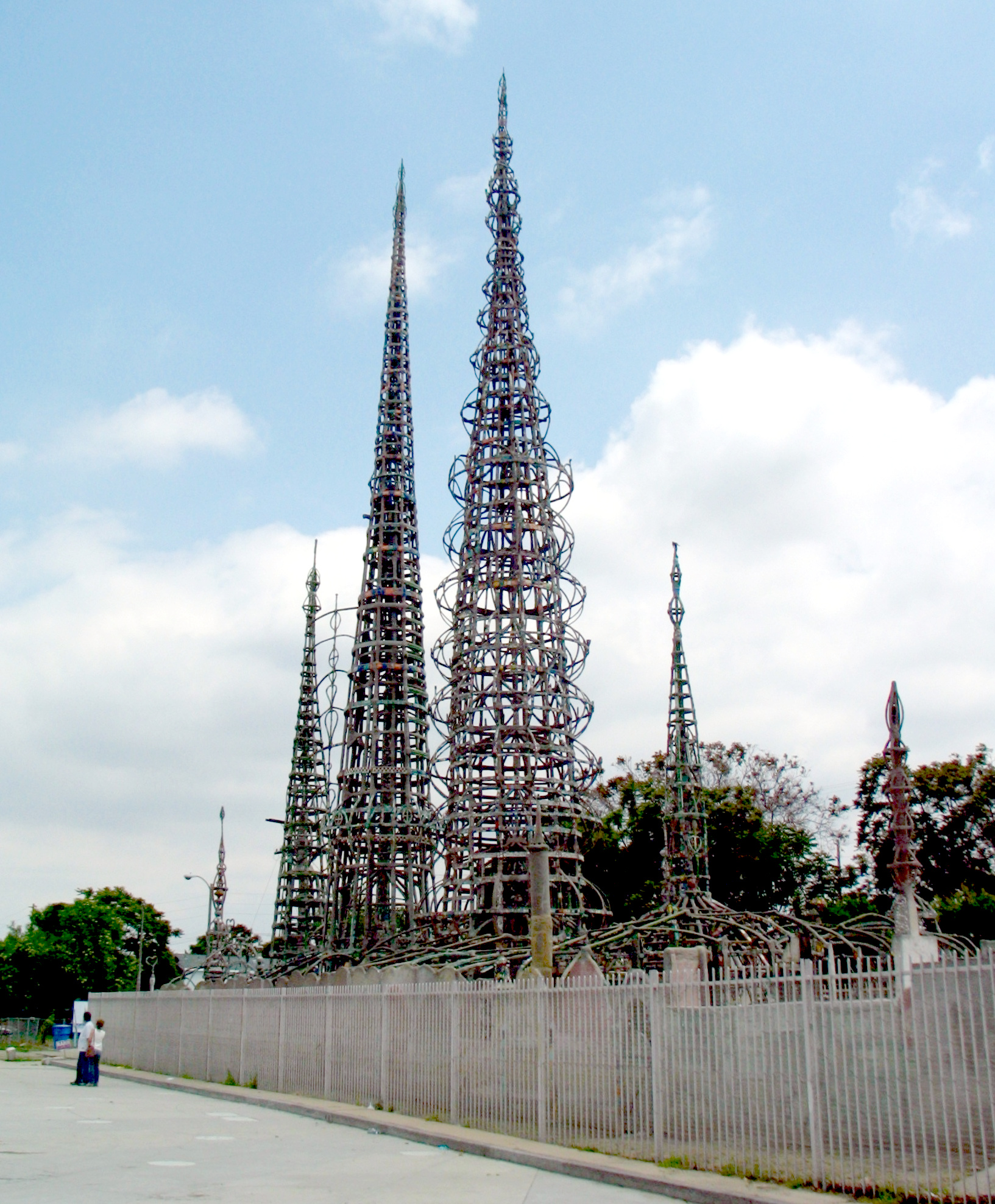
Watts Towers.

- Ward Creek (en)
- Washoe Meadows
- Wassama Round House (en)
- Watts Towers
- Weaverville Joss House (en)
- Westport-Union Landing (en)
- Wilder Ranch (en)
- Wildwood Canyon (en)
- Will Rogers (plage) (en)
- Will Rogers (parc) (en)
- William B. Ide Adobe (en)
- Woodland Opera House
- Woodson Bridge (en)

## Z
- Zmudowski (en)